# Solaris Bus & Coach
Solaris Bus&Coach — польська автобусобудівна компанія, що знаходиться у Болехово, біля Познані. Є наступником компанії «Neoplan Polska», яка проіснувала з 1994 по 2001 роки. Ця компанія займалася випуском автобусів «Neoplan» під ліцензією заводу-виробника «Neoplan Bus Gmbh».
За час виробництва побудовано понад 5 тисяч автобусів та тролейбусів марки «Solaris». З 2000 року компанія експортує автобуси до інших країн Європи. Автобуси марки «Solaris» також працюють у Дубаї, ОАЕ.

## Історія

### Хронологія подій

#### 1994—1999

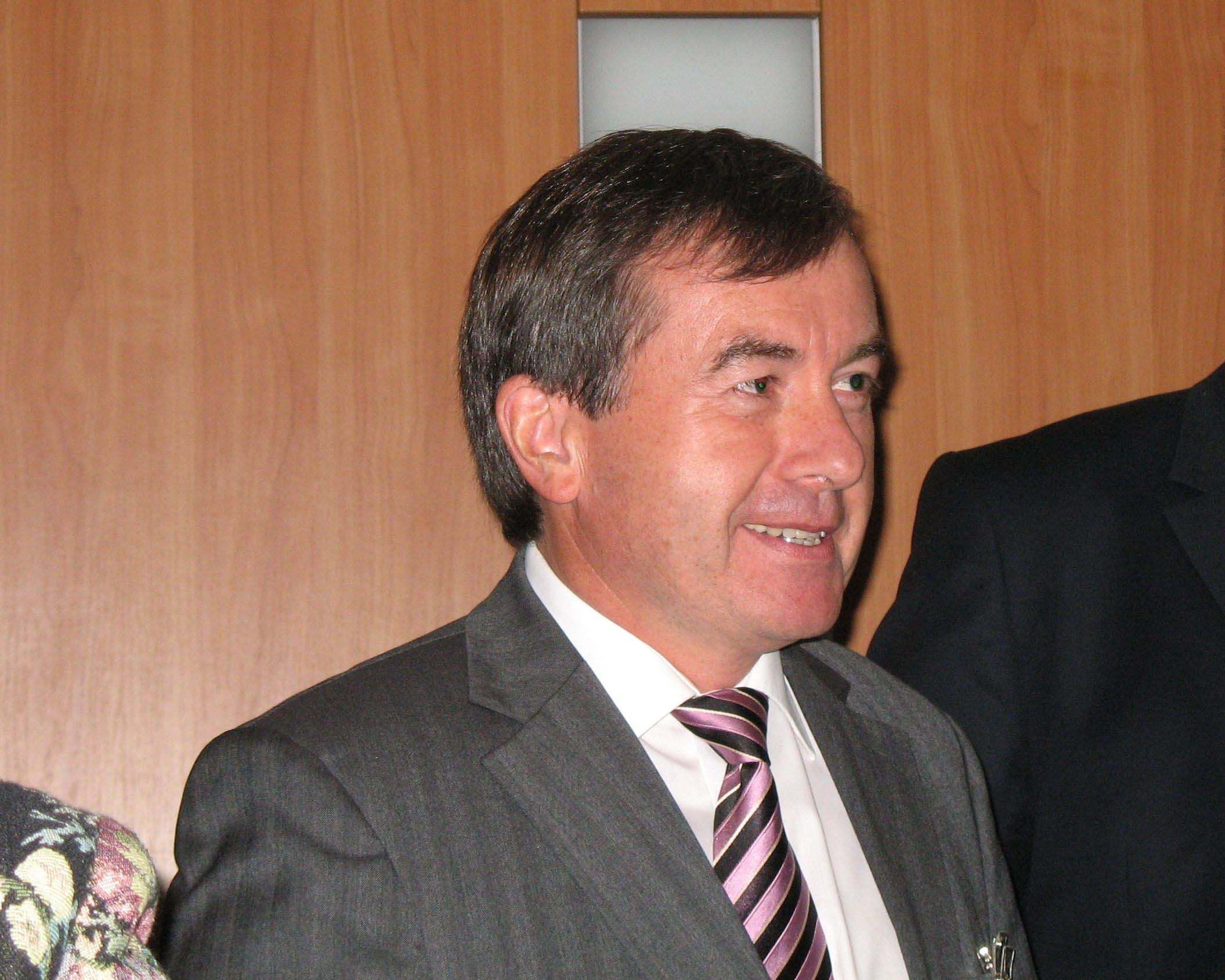
Кшиштоф Ольжевський

2 серпня 1994 року компанію було засновано Кшиштофом Ольжевським під назвою Neoplan Polska, ця компанія збирала автобуси Neoplan за ліцензією заводу-виробника. Вже через місяць, 5 вересня 1994 року надійшло перше замовлення з Варшави на 15-метровий тривісний низькопідлоговий автобус Neoplan N4020. Рівно через рік, 5 вересня 1995 року компанія виграла тендер на поставку 50 автобусів до Познані.
Ще через один рік, у 1996 році, відкривається завод у Болехово тодішнього «Neoplan Polska» . 6 вересня 1996 року приходить замовлення на автобус, спеціально обладнаний для збору крові від донорів у Катовиці.
У 1997 році, Neoplan Polska став єдиною компанією Польщі, що випускала міські автобуси дуже широкого спектра довжин: 10-метрові, 12-метрові, 15-метрові і двосекційні 18-метрові.
У 1998 надходить замовлення спеціального автобуса (пізніше Solaris Oribus) від фірми Oriflame, що випускає косметику.

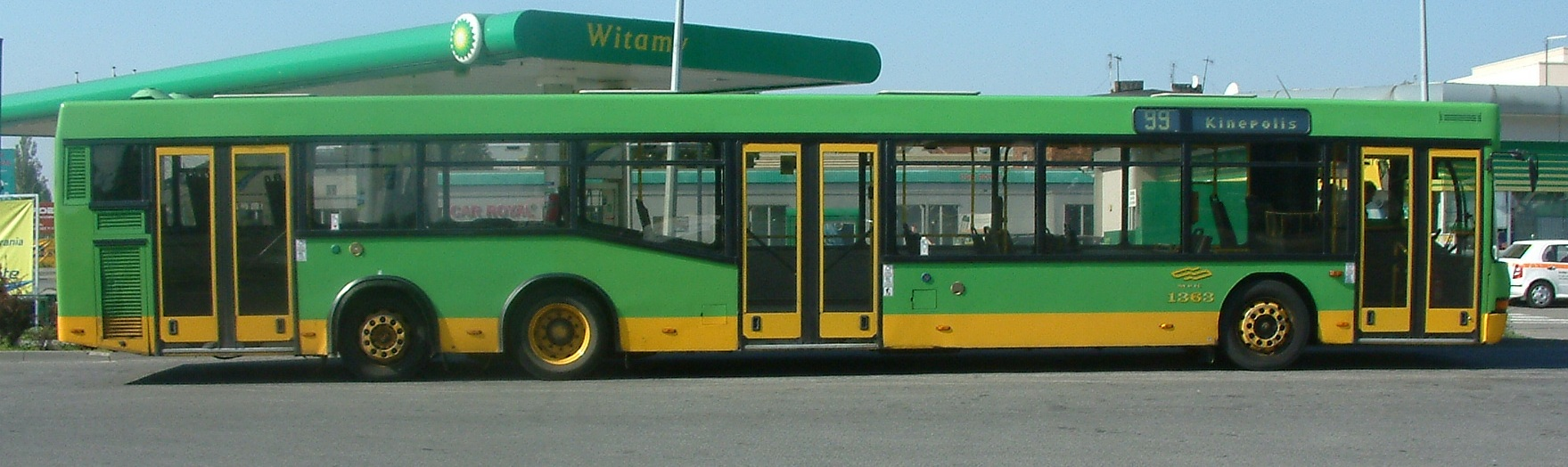
Neoplan N4020, тривісний 15-метровий автобус

У 1999 році починається випуск лінійки автобусів Solaris Urbino, що є наступниками міських автобусів Neoplan Polska. Представлено три моделі: Solaris Urbino 12, Solaris Urbino 15, Solaris Urbino 18 — 12, 15 і відповідно 18-метрові автобуси власної розробки компанії Solaris.
У цьому ж році на передках автобусів почала з'являтися зелена такса, що стала згодом одним з офіційних символів компанії. Вона позначувала низький рівень підлоги. Дизайн цієї такси з часом також змінився.

#### 2000—2005
У 2000 році починається експорт автобусів в інші країни Європи: один Solaris Urbino 12 відправлено у Берлін, Solaris Urbino 15 відправлено до Острави, Чехія.

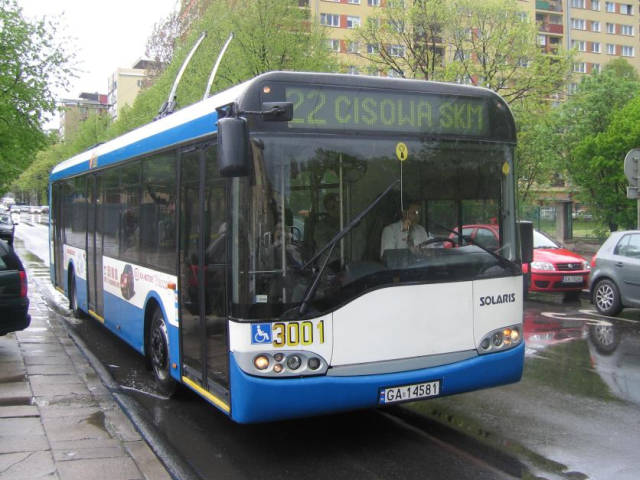
Найперший Solaris Trollino 12 2001 року випуску на вулицях Гдині.

У 2001 році Solaris презентує 12-метровий туристичний лайнер — Solaris Vacanza 12.. 1 вересня 2001 року компанія змінює назву на Solaris Bus&Coach.
5 вересня 2001 року в Гдині почав курсувати перший тролейбус виробництва Solaris Bus&Coach — Solaris Trollino 12 першого покоління. Пізніше «Тролліно» були значно вдосконалені у двох наступних поколіннях.
У 2002 році один автобус Vacanza обладнаний під перевізний пункт збору крові відправлено до Катовиці. Ще 2 Urbino 12 відправлено до Берліна.
У 2000—2002 роках відбувався випуск Solaris Urbino 9, 9-метрового автобуса, випущено кілька десятків екземплярів.
У 2003 році Solaris Vacanza став срібним призером у номінації «Автобус року». У цьому ж році випущено 13-метрову версію Solaris Vacanza 13. З цього ж року випускається Solaris Trollino 15 (IGBT, Cegelec), базований на Solaris Urbino 15; найперший тривісний тролейбус довжиною 14,59 метра, побудований компанією відправлено до Острави, де він працює і досі.
У 2004 році компанія представляє міські автобуси не з традиційним дизельним двигуном, а газобалонним (Стиснутий природний газ — Compressed Natural Gas), що має менше шкідливих викидів, аніж дизельний. На сьогодні випускаються Solaris Urbino як з дизельним, так і з газобалонним двигуном; дизельний ДВЗ у Солярисів відповідає екостандартам Euro-3 i Euro-4. Автобуси Urbino CNG легко визначити завдяки великому контейнеру на даху, де знаходяться балони з газом.
У цьому ж році створено третє покоління автобусів Solaris Urbino, і їх презентовано на виставці IAA Commercial vehicles у Ганновері.. У 2004 також представлено лінійку приміських автобусів під назвою «Solaris Urbino Low Entry» у кузові міських автобусів, однак вони мають низький рівень підлоги лише у передній частині салону, у задній високий. Їх салон відрізняється меншою кількістю поручнів та більшою кількістю сидінь (більшість у задній секції), автобуси можуть бути як дво- так і тридверними. У автобусів наявний кнілінг кузова і відкидна апарель для в'їзду інвалідних візків у салон, що є однією з головних переваг цих автобусів. Виготовлено 8,9-, 12- і 15-метрові версії автобусів Low Entry, 15-метрова версія вийшла у 2008 році.
У 2005 році компанія змінюється з товариства з обмеженою відповідальністю на акціонерне товариство. Оновлюється також малюнок з таксою на передках автобусів — вона краще вимальована і посміхається; такса на тролейбусах Trollino «отримує» повід, що означає штангу тролейбуса.

#### 2006—2008

Solaris Urbino 18 Hybrid

23 березня 2006 року компанія відзначає 10 річницю відкриття заводу у Болехово, а вже з квітня 2006 року компанія нарощує темпи виробництва автобусів і тролейбусів.
На виставці IAA у Ганновері Solaris презентував новий автобус Solaris Urbino 18 Hybrid з дизельним двигуном Cummins і двома 74-кіловатними електродвигунами від Allison та акумуляторами NiMH, що розміщуються на даху у задній секції автобуса. Цей автобус був закуплений Дрезденом.
4 квітня 2007 року компанія отримує замовлення на 225 автобусів Urbino у Дубаї, Об'єднані Арабські Емірати.. У серпні 2007 року ще два автобуси Solaris Urbino 18 Hybrid відправлено до Лейпціга та Лензбурга.
23 листопада 2007 журнал News Polska нагородив компанію званням «Інженер року» за дизайн гібридного автобуса.
У кінці березня 2008 року підписано контракт про побудову автобуса Urbino 18 Hybrid для Познані, автобус виїхав у місто у жовтні 2008. У червні 2008 року компанія отримала замовлення на 150 міських автобусів для Варшави. У липні 2008 підписано контракт на поставку 320 автобусів до Афін, з яких 100 Solaris Urbino 18 2-го покоління.
22 липня 2008 виготовлено перші екземпляри другого покоління Urbino 18 Hybrid. Замовлення надійшли з Бремена та Дрездена.
У 2008 році компанією було побудовано 1037 автобусів, вперше понад 1000 за всю історію підприємства.

#### 2009

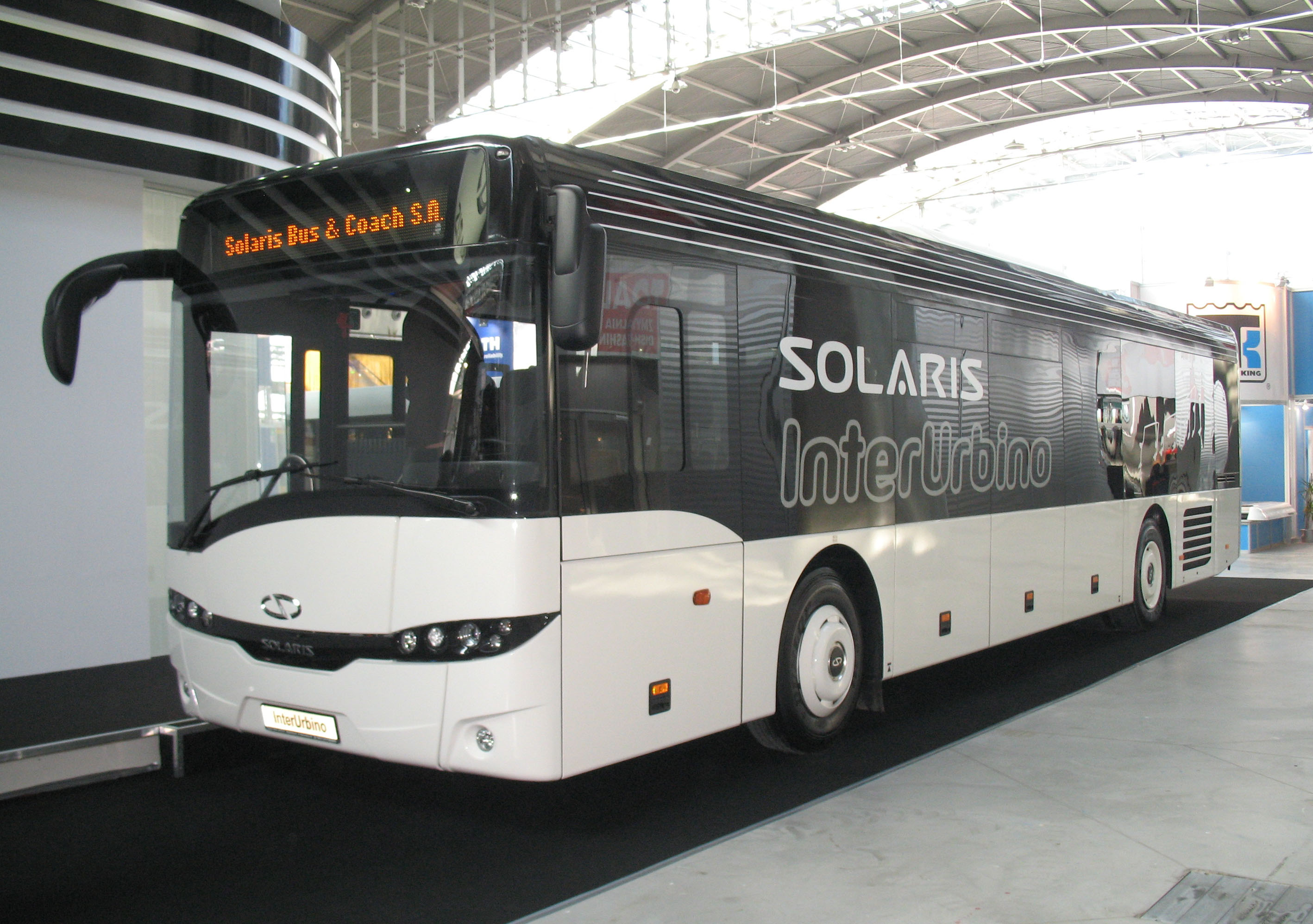
Solaris InterUrbino 12 на Transexpo 2010

5 лютого 2009 гібридний автобус Urbino 18 Hybrid доставлено до Франції у Страсбург. 6 травня 2009 побудовано 5000 автобус, Solaris Urbino 12, відправлено у Козієглові, Польща.
У вересні 2009 року відбувається прем'єра дводверного міжміського автобуса Solaris InterUrbino 12 з наявними багажними відсіками і кондиціонером, розрахований на 53 пасажири; його презентовано на виставці Transexpo-2009 у Кєльце. Автобус серійно випускається з 2010 року.
У той же час проектується трамвай Solaris Tramino. Прем'єра відбулася 14 жовтня 2009 у Гдині. Трамвай довжиною 32 метри є повністю низькопідлоговим і кузов зроблено з неіржавкої сталі. Перше замовлення надійшло із Познані на поставку 40 трамваїв.
Через 6 днів (20 жовтня), презентовано Solaris Urbino 12 Hybrid, гібридний автобус довжиною 12 метрів презентовано на виставці Busworld у Кортрійку.
У 2009 році фірма виготовила 1114 автобусів..

#### 2010
У 2010 році компанія Solaris Bus&Coach має поставити 12 тролейбусів Solaris Trollino 18 3 покоління у Еберсвальде, Німеччина.. Ці тролейбуси матимуть 43 місця для сидіння, кондиціонер у салоні, а також окрім традиційного електродвигуна (від Skoda Electric, 240 кіловат, змінного струму), матимуть 100-кіловатний дизель-генератор APU 100 Dipme. Замовлені тролейбуси очікуються у 2010—2012 роках.
У 2010 отримано замовлення на автобус з причепом-трейлером з Кірхвейхталу, Німеччина. Це автобус Solaris Urbino 12LE з трейлером з дюралюмінієвим кузовом виконано Solaris (автобус) i Hess AG (трейлер). Довжина агрегату становить близько 23 метрів (12 метрів автобус і 9,8 трейлер).

### Початок випуску автобусів марки Solaris

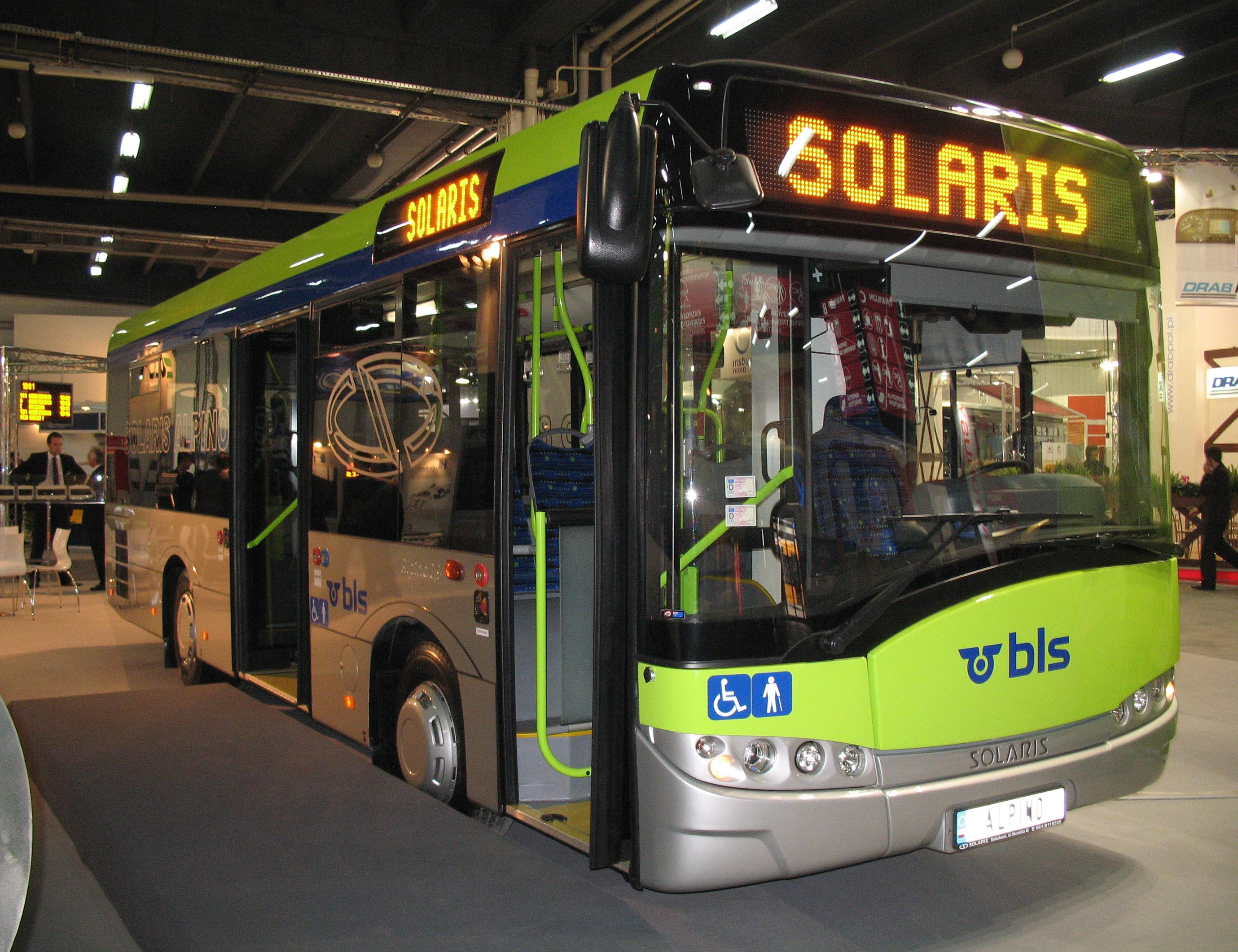
Solaris Alpino 8.9LE

- 1999 — початок випуску автобуса Solaris Urbino 12
- 1999 — початок випуску автобуса Solaris Urbino 15
- 1999 — початок випуску автобуса Solaris Urbino 18
- 2000—2002 — випуск автобуса Solaris Urbino 9
- 2001—2002 — малосерійний випуск міжміського автобуса Solaris Valletta, обновлений у 2007 році.
- 2001 — початок випуску тролейбуса Solaris Trollino 12
- 2001 — початок випуску тролейбуса Solaris Trollino 18
- 2001 — початок випуску туристичного автобуса Solaris Vacanza 12
- 2002 — початок випуску автобуса Solaris Urbino 10
- 2003 — початок випуску туристичного автобуса Solaris Vacanza 13
- 2003 — початок випуску тролейбуса Solaris Trollino 15
- 2004 — початок випуску приміського автобуса Solaris Urbino 12 LE
- 2006 — початок випуску гібридного автобуса Solaris Urbino 18 Hybrid
- 2006 — випуск автобуса Solaris Alpino (Solaris Urbino 8,7)
- 2008 — початок випуску приміського автобуса Solaris Urbino 15LE
- 2008 — початок випуску приміського автобуса Solaris Urbino 8,9 LE
- 2009 — початок випуску гібридного автобуса Solaris Urbino 12 Hybrid
- 2009 — початок випуску міжміського автобуса Solaris InterUrbino 12
- 2009 — початок випуску трамвая Solaris Tramino. Серійний випуск очікується з 2011 року.

### Нагороди компанії
Нижче наведено список усіх нагород компанії Solaris Bus&Coach з 1998 року:
| Номер | Дата       | Нагорода                                                                                              |
| ----- | ---------- | --- |
| 1     | 05.09.1998 | Кришталевий кубок                                                                                     |
| 2     | 04.09.1999 | Компанія року-1998 (як Neoplan Polska)                                                                |
| 3     | 05.09.1999 | «Золоті колеса міського транспорту»                                                                   |
| 4     | 05.09.2000 | Золота медаль від Великопольської регіональної асоціації                                              |
| 5     | 02.09.2001 | «Зотолий іпполіт»                                                                                     |
| 6     | 03.09.2001 | Медаль від польського бізнес-центр клубу.                                                             |
| 7     | 04.09.2001 | Золоті колеса міського транспорту"                                                                    |
| 8     | 05.09.2001 | Гран-прі за Solaris Trollino 18 у Будапешті.                                                          |
| 9     | 04.09.2003 | Срібна медаль Solaris Vacanza 12 у змаганні «Автобус року»                                            |
| 10    | 05.09.2003 | Золота медаль за Solaris Urbino 10 на Transexpo у Кіелце.                                             |
| 11    | 01.09.2004 | Медаль від польського бізнес-центр клубу.                                                             |
| 12    | 03.09.2004 | Срібна медаль на конкурсі «Автобус року»-2005                                                         |
| 13    | 03.09.2005 | «Один з тих, хто трансформує польську промисловість»                                                  |
| 14    | 04.09.2005 | «Менеджер року 2004» (Криштофу Ольжевському)                                                          |
| 15    | 05.09.2005 | «Економічний приз»                                                                                    |
| 16    | 04.08.2006 | «Бізнес Гепард»                                                                                       |
| 17    | 05.08.2006 | «Золота Компанія Великої Польщі», 1 місце                                                             |
| 18    | 01.09.2006 | «Підприємець року-2006»                                                                               |
| 19    | 02.09.2006 | «Найкраща Компанія Великої Польщі», дана журналом Форбс.                                              |
| 20    | 03.09.2006 | «Найкращий з Європейського бізнесу»                                                                   |
| 21    | 04.09.2006 | Нагорода за Solaris Urbino 18 на Transexpo-2006                                                       |
| 22    | 05.09.2006 | Медаль Тадеуша Котарбінського за організацію та менеджмент                                            |
| 23    | 16.05.2007 | нагорода Левітана надана К.Ольжевському та його дружині С.Ольжевській.                                |
| 24    | 04.09.2007 | Найкращий експортер Великої Польщі                                                                    |
| 25    | 20.09.2007 | Спеціальна відзнака на Transexpo за міські Urbino i Blood-Collection unit (переобладнаний Vacanza 13) |
| 26    | 23.11.2007 | Інженер року-2007 за Solaris Urbino 18 Hybrid                                                         |
| 27    | 28.02.2008 | «Інноваційний експеримент», за Solaris Urbino 18 Hybrid                                               |
| 28    | 22.04.2008 | «Цент для майбутнього»                                                                                |
| 29    | 24.06.2008 | «Людина Року Великої Польщі», К.Ольжевському від журналу «Форбс»                                      |
| 30    | 08.10.2008 | «Приз за розвиток громадського транспорту»                                                            |
| 31    | 08.10.2008 | Золота медаль на Transexpo 2008.                                                                      |
| 32    | 23.10.2008 | «Експортер року», К.Ольжевському Польською Асоціацією Експортерів                                     |
| 33    | 06.02.2009 | Нагорода К. Ольжевському Польською Асоціацією Інженерів                                               |
| 34    | 18.09.2009 | Нагорода за Solaris InterUrbino 12                                                                    |
| 35    | 18.09.2009 | Золота медаль Transexpo 2009 за InterUrbino 12.                                                       |

## Продукція

### Символи продукції
Одним з найпоширеніших символів на міських автобусах та тролейбусах є симпатична зелена такса, що може клеїтися на передках. Вона з'явилася на передках Солярисів ще у 1999 році, і тоді була намальована доволі примітивно (див. зображення), в профіль, риси її мордочки не були настільки чіткими, наскільки вони є зараз. З 2005 року з'явився новий малюнок з веселою таксою, а під ним пишеться, що машина низькопідлогова.
Такса означає, що автобус чи тролейбус є низькопідлоговим (короткі лапки та витягнуте тіло); зелений колір її забарвлення позначує те, автобус чи тролейбус є дружнім до екології і зроблено з підвищеним рівнем безпеки та комфорту для пасажирів. Після появи нової такси, малюнки з таксою стали більш поширеними і з'явилося чимало альтернативних малюнків з нею Такса Urbino, наприклад є аналогічною малюнку з новою таксою і зветься Jamnik ((пол.) — такса), а такса нового зразка на Trollino має повід, що символізує штангу тролейбуса, і зветься Trollnik.
Такса на Alpino тримає у зубах квіточку, що символізує Альпи, а такса з Urbino Hybrid має на тілі два серця, що позначають любов до екології та необхідність її захисту. Такса на передках Low Entry присідає на передні лапки, показуючи, що передня частина салону автобуса має низьку підлогу. З розвитком малюнків з таксою окрім такси-самця (а на передках автобусів самець) з'являється і такса-самиця. Такса є центральною темою анімації на сайті виробника, де вона у анімованих заставках показує зручності та переваги автобусів; а такса-самиця у медичному халаті є «медсестрою» у Solaris Blood-Colection Unit. Бувають і інші малюнки з таксами на презентації, наприклад, такса у «татовому костюмі» зі спущеними штанами через те, що лапки короткі.
Окрім такси, на передках Vacanza бувають символи з коричневою кенгуру (це самиця, оскільки сумка буває лише у самиць), що означають, що кенгуру далеко стрибає, а автобус далеко їздить, а її сумка означає, що у автобуса великі багажні відсіки. Бувають також і альтернативні малюнки з кенгуру.
Також у автобуса Solaris Valletta є символ пташка Merill

### Міські автобуси Urbino
Лінійка Solaris Urbino включає у себе 5 автобусів завдяки модульній конструкції кузова, що дозволяє розробляти автобуси широкого спектра довжин. Автобуси Solaris Urbino випускаються з 1999 року у 3 поколіннях, у кожному з яких усувалися недоліки та здобувалися додаткові переваги. Зараз лінійка включає у себе 5 моделей автобусів з тримальним кузовом — від 8,7 метрового Alpino до 18-метрового двосекційного Urbino 18:
- Solaris Alpino (8,7 метрів)
- Solaris Urbino 10 (9,9 метрів)
- Solaris Urbino 12 (12,0 метрів)
- Solaris Urbino 15 (14,6 метрів)
- Solaris Urbino 18 (18,0 метрів)

Особливості і переваги автобусів Urbino:
- модульна конструкція кузова надає можливість розробляти автобуси широкого спектра довжин;
- каркас зроблено з нержавіючої сталі 1.4003;
- обшивка кузова виконана з неіржавкої сталі і дюралюмінію;
- строк служби кузова понад 15 років;
- повністю низькопідлоговий автобус, оснащений системою кнілінгу;
- сучасний дизайн автобуса;
- просторий салон і досить висока місткість у всіх автобусів;
- відповідність двигунів автобусів екологічним нормам Euro-4 і Euro-5;
- випускаються модифікації з газобалонним двигуном;
- система автоматичної централізованої змазки напіврідким або густим мастилом;
- високий моторесурс ходових частин;
- немає стандартної комплектації та розставу сидінь у салоні;
- на вибір пропонуються (не менше ніж) два дизельні двигуни і два газобалонні (у моді CNG);
- пропонується у конструкції декілька альтернативних варіантів;
- широкий вибір додаткових опцій;
- технологія AdBlue[31]
- адаптованість для перевезення пасажирів-інвалідів;
- можливість установки аудіо- і відеосистеми, а також кондиціонера.

На базі Urbino побудовано Solaris Urbino Low Entry (напівнизькопідлогові), Solaris Trollino а також Urbino Hybrid.

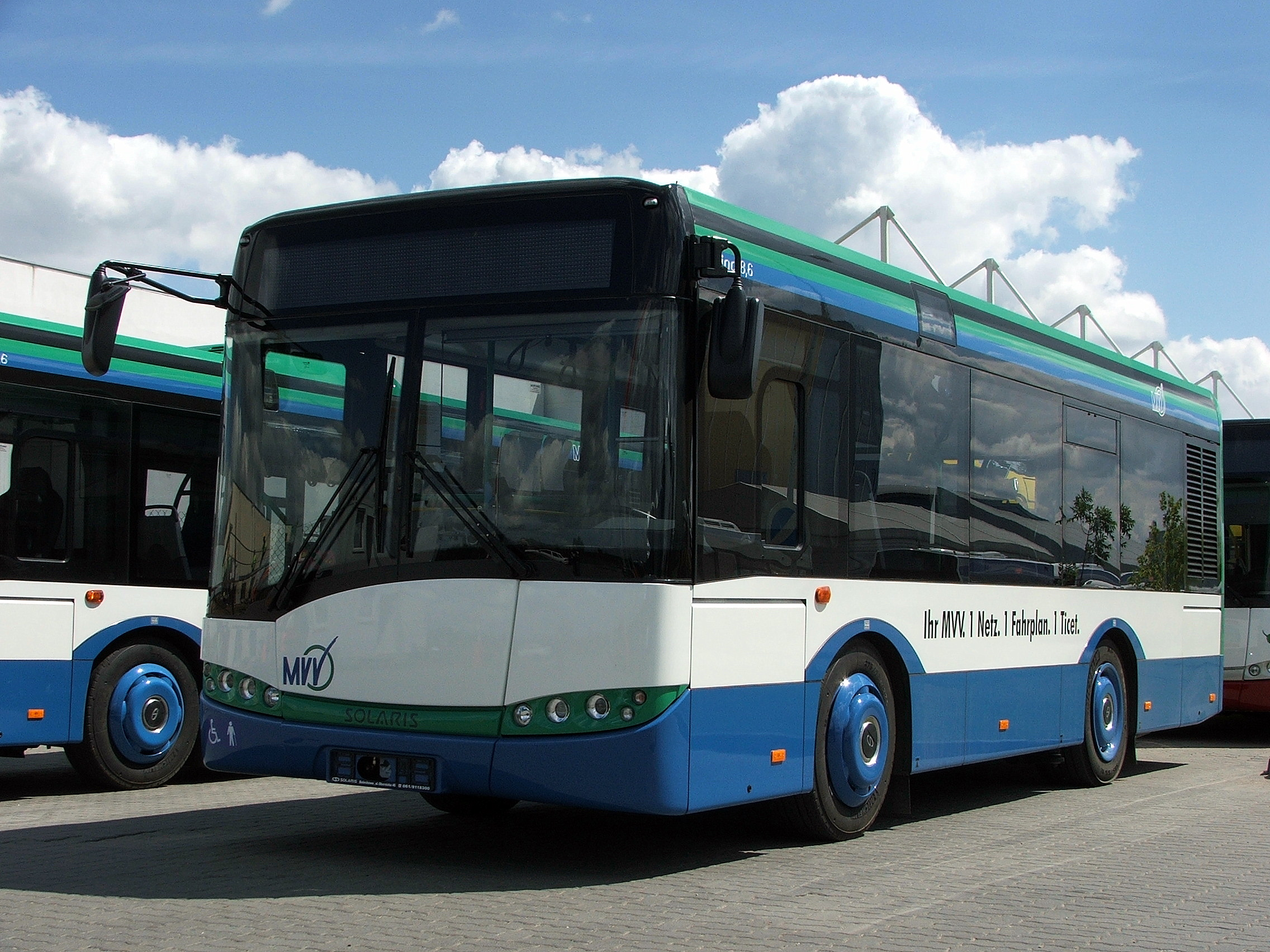
Solaris Alpino у Мюнхені

Коротка технічна характеристика:
| Назва                                   | Solaris Urbino 12 | Solaris Urbino 15                                                                            | Solaris Urbino 18                                                                      |
| Фото                                    | |                                                                                              |                                                                                        |
| Довжина, мм                             | 12000 | 14590                                                                                        | 18000                                                                                  |
| Ширина, мм                              | 2550 | 2550                                                                                         | 2550                                                                                   |
| Висота, мм                              | 2850—3035 | 2850—3035                                                                                    | 2850—3035                                                                              |
| Колісна база, мм                        | 5900 | 6800+1590                                                                                    | 5130/6770                                                                              |
| Передній/задній звис, мм                | 2700/3400 | 2700/3400                                                                                    | 2700/3400                                                                              |
| Споряджена маса, кг                     | 10400—13300 | 12700—15500                                                                                  | 15500—18500                                                                            |
| Повна маса, кг                          | 18000 | 24000                                                                                        | 28000                                                                                  |
| Кількість дверей                        | 2 або 3 | 3                                                                                            | 3 або 4                                                                                |
| Повністю низькопідлоговий               | |                                                                                              |                                                                                        |
|                                         | |                                                                                              |                                                                                        |
| Сидячих місць, шт                       | 25—34 | 36—47                                                                                        | 41—49                                                                                  |
| Повна місткість, чол                    | бл.90—110 | бл.130—150                                                                                   | бл.160—170                                                                             |
| Двигун                                  | DAF PR183 (188 кВт) DAF PR228 (231 КВт) DAF PR265 (266 кВт) Cummins ISB6.7E5 250B (180.5 kW) Cummins ISB6.7E5 285B (209 kW) Cummins ISB6.7EV 250B (180.5 кВт) Cummins ISB6.7EV 285B (209 кВт) Iveco Cursor 8 (200 kW) Cummins ISLG 320 (238 kW) | DAF PR228 (231kw) DAF PR265 (266kw) Iveco Cursor 8 (CNG, 200kw) Cummins ISLG 320 (CNG,238kw) | DAF PR228 (231 kW) DAF PR265 (266 kW)Iveco Cursor 8 (200 kW) Cummins ISLG 320 (238 kW) |
| Коробка передач (АКПП)                  | Voith Diwa 5 ZF 6 HP Ecomat 4 ZF Ecolife | Voith Diwa 5 ZF 6 HP Ecomat 4 ZF Ecolife                                                     | Voith Diwa 5 ZF 6 HP Ecomat 4 ZF Ecolife                                               |
| Максимальна швидкість, не менше, км/год | 80—120 | 80—90                                                                                        | 90—120                                                                                 |

Коротка технічна характеристика Solaris Alpino:
| Назва                           | Solaris Alpino |
| Призначення                     | міський автобус |
| Кузов                           | тримальний, вагонного компонування |
| Довжина, мм                     | 8600 |
| Ширина, мм                      | 2400 |
| Висота, мм                      | 2850—3050 (з кондиціонером) |
| Колісна база, мм                | 3720 |
| Передній/задній звис, мм        | 2080/2800 |
| Споряджена маса, кг             | 8600—10300 |
| Повна маса, кг                  | 14400 |
| Кількість дверей                | 2 планетарного типу |
| Формула дверей                  | 1—2 |
| Сидячих місць, шт               | 9—15 шт |
| Повна місткість, чол            | ~60—70 |
| Висота салону, см               | 237 |
| Двигун                          | дизельний Cummins ISB6.7E5 250B (180.5 kW) Cummins ISB6.7E5 285B (209 kW) Cummins ISB6.7EV 250B (180.5 kW) Cummins ISB6.7EV 285B (209 kW) |
| Коробка передач (АКПП)          | Voith Diwa 5 ZF 6 HP Ecomat 4 ZF Ecolife                                                                                                  |
| Місткість паливного бака, літри | 165 |
| AdBlue                          | , 40 літрів |

Коротка технічна характеристика Solaris Urbino 10:
| Назва                           | Solaris Urbino |
| Призначення                     | міський автобус |
| Кузов                           | тримальний, вагонного компонування |
| Довжина, мм                     | 9940 |
| Ширина, мм                      | 2550 |
| Висота, мм                      | 2850—3050 (з кондиціонером) |
| Колісна база, мм                | 4800 |
| Передній/задній звис, мм        | 2210/2930 |
| Споряджена маса, кг             | 9300—11700 |
| Повна маса, кг                  | 15500 |
| Кількість дверей                | 2 або 3 планетарного типу |
| Формула дверей                  | 1—2; 1—2—2 |
| Сидячих місць, шт               | 16—24+1 шт |
| Повна місткість, чол            | ~80 |
| Низькопідлоговий                | |
|                                 | |
| Висота салону, см               | 237 |
| Двигун                          | дизельний Cummins ISB6.7E5 250B (180.5 kW) Cummins ISB6.7E5 285B (209 kW) Cummins ISB6.7EV 250B (180.5 kW) Cummins ISB6.7EV 285B (209 kW) |
| Коробка передач (АКПП)          | Voith Diwa 5 ZF 6 HP Ecomat 4 ZF Ecolife                                                                                                  |
| Місткість паливного бака, літри | 165 |
| AdBlue                          | , 40 літрів |

### Гібридні автобуси Urbino Hybrid

Solaris Urbino 18 Hybrid II Allison

З 2006 року на базі Solaris Urbino 18 зібрано автобус, що має гібридну схему, що включає дизельний двигун Cummins і два електричні двигуни потужністю 75 кіловат від General Motors/Allison. Модель отримала назву Solaris Urbino 18 Hybrid, а з 2008 року випускається оновлене 2 покоління автобусів Solaris Urbino 18 Hybrid Mk2. Оскільки цей автобус є дружнім до екології, то і такса на його передку має на тілі два серця, що позначають любов до екології; до того ж часто на Urbino-Hybrid є усілякі позначки, що цей автобус є дружнім до екології.
У автобуса Solaris Urbino 18 Hybrid чимало переваг, пов'язаних з дружністю до екології:
- 180-кіловатний американський дизельний двигун автобуса Cummins відповідає екологічним нормам Euro-5;
- при русі на малих швидкостях, при русі у вибігу та гальмуванні у роботі електродвигун (відповідно дизель виключений і пального зовсім не потребує), і електродвигун не має шкідливих викидів. При русі з більшою швидкістю включається дизель, який окрім своєї звичної роботи, підзаряджає і акумулятори, з яких живиться електричний двигун. Переключеннями керує бортовий комп'ютер, що знаходиться у кабіні водія.
- під час гальмування автобуса електроенергія не витрачається, а зберігається (рекуперація).
- завдяки встановленню гібридної системи, витрати пального зменшилися в середньому на 22—24 відсотки;
- завдяки встановленню гібридної системи, шкідливі викиди CO2 зменшено в середньому на 25 відсотків;

Акумулятори NiMH ж знаходяться на даху автобуса у та охолоджуються за допомогою електричних вентиляторів. Дизельний двигун автобуса може розміщуватися у задньому звисі, або у тягачі з лівого боку (на відсіку є великий повітрозабірник для охолодження двигуна, тому його неважко знайти).
Urbino Hybrid це такий же сучасний автобус, як і звичайний Urbino — він повністю низькопідлоговий, адаптований для перевезення інвалідів (підйомна апарель, кнілінг, спеціальне місце — це усе при ньому); оснащений 40—51 зручними сидіннями, а також кондиціонером, гнутими поручнями та тонованими склопакетами. Для водія встановлюється окремий кондиціонер, новий варіант приладової від панелі Siemens-VDO (як у Mercedes-Benz O530 Citaro, з бортовим комп'ютером), а передні двері повністю віддано пасажирові.
З 2009 року випускається Solaris Urbino 12 Hybrid, що ґрунтується на Solaris Urbino 12, також низькопідлоговий з кондиціонером і оснащений 165-кіловатним дизельним і 44-кіловатним електричним двигуном.
Технічна характеристика Urbino 12 Hybrid:
| Назва                            | Solaris Urbino 18 Hybrid                    |
| Призначення                      | міський автобус                             |
| Кузов                            | тримальний, вагонного компонування          |
| Довжина, мм                      | 12000                                       |
| Ширина, мм                       | 2550                                        |
| Висота, мм                       | 2915—3066 (з кондиціонером)                 |
| Колісна база, мм                 | 5900                                        |
| Передній/задній звис, мм         | 2700/3400                                   |
| Споряджена маса, кг              | 10600—13200                                 |
| Повна маса, кг                   | 18000                                       |
| Кількість дверей                 | 2 або 3                                     |
| Сидячих місць, шт                | 23—37 шт                                    |
| Повна місткість, чол             | близько 100 чоловік                         |
| Висота салону, см                | 237                                         |
| Двигун                           | дизельний Cummins ISB6.7EV 225B             |
| Потужність, кіловат              | 165,0                                       |
| Робочий об'єм, літри             |                                             |
| Макс.крутний момент, Н×м         | 850                                         |
| Відповідність екологічним нормам | Euro-5                                      |
| Коробка передач                  | —                                           |
| Місткість паливного бака, літри  | 250 (2×125) (опція)                         |
| Гібридна силова установка        | Eaton HDU (TA-C41), 44 кіловат              |
| Акумуляторні батареї             | літієво-іонні, знаходяться на даху автобуса |
| AdBlue                           | , 40 літрів                                 |
| Максимальна швидкість, км/год    | 100                                         |

Технічна характеристика Urbino 18 Hybrid:
| Назва                            | Solaris Urbino 18 Hybrid                 |
| Призначення                      | міський автобус                          |
| Кузов                            | тримальний, вагонного компонування       |
| Довжина, мм                      | 18000                                    |
| Ширина, мм                       | 2550                                     |
| Висота, мм                       | 3250                                     |
| Колісна база, мм                 | 5130/6770                                |
| Передній/задній звис, мм         | 2700/3400                                |
| Споряджена маса, кг              | 16000—17500                              |
| Повна маса, кг                   | 28000                                    |
| Кількість дверей                 | 3/4 планетарного типу                    |
| Сидячих місць, шт                | 40—51 шт                                 |
| Повна місткість, чол             | 175 чоловік                              |
| Висота салону, см                | 237                                      |
| Двигун                           | дизельний Cummins ISB6.7 250B            |
| Потужність, кіловат              | 180,5                                    |
| Робочий об'єм, літри             | 6,7                                      |
| Макс.крутний момент, Н×м         | 1008                                     |
| Відповідність екологічним нормам | Euro-5                                   |
| Коробка передач                  | —                                        |
| Місткість паливного бака, літри  | 250/350 (опція)                          |
| Гібридна силова установка        | Allison Ev 50 2 електродвигуни 2×75 КВт. |
| Акумуляторні батареї             | NiMH, знаходяться на даху автобуса       |
| AdBlue                           | , 40 літрів                              |
| Максимальна швидкість, км/год    | 100                                      |

### Міські тролейбуси Trollino

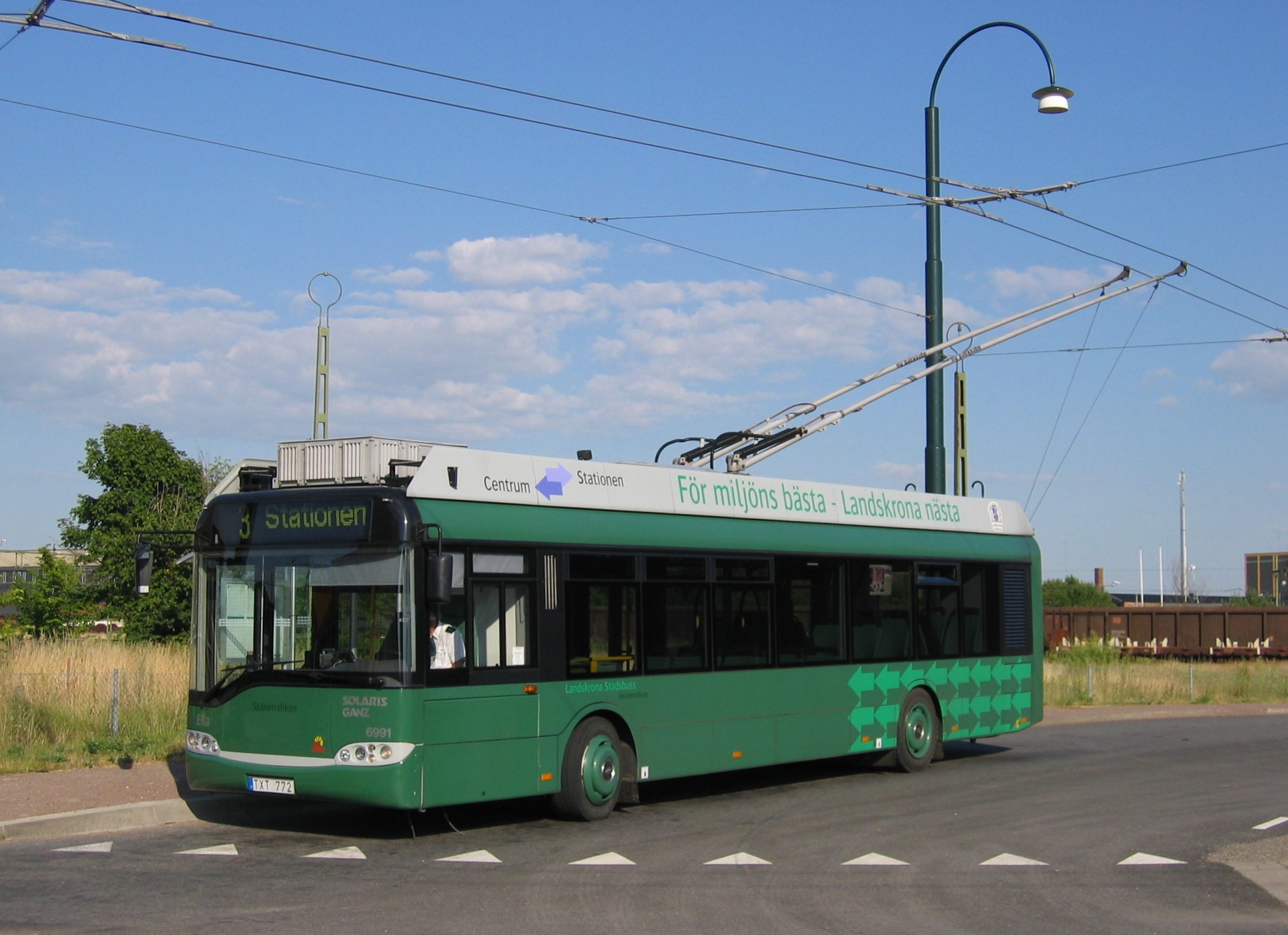
Solaris Trollino 12 з електрообладнанням Ganz у Ландускруні, Швеція, 2005

Solaris Trollino випускаються у трьох варіантах 12, 15 і 18 метрів з 2001 року: Solaris Trollino 12, Solaris Trollino 15 i Solaris Trollino 18. Протягом виробництва вийшло 3 покоління тролейбусів, у кожному з яких покращувався дизайн, загальна якість і якість компонент, з'являлися нові можливості. Особливість лінійки у тому, що ці тролейбуси, як і Urbino не мають стандартної комплектації, тому є великий вибір додаткових та альтернативних можливостей, наприклад: аудіо- і відео-система, кондиціонер, перегородка водія або її відсутність, змінна комплектація салону, змінна комплектація ходових частин. Через це лінійка має досить багато модифікацій:
- Ganz-Solaris Trollino 12 — з електрообладнанням Ganz Transelectro, Будапешт і двигуном Elmor DK-210 (110 kw) або Ganz TTE (165 kw), у задньому звисі.

- Solaris Trollino 12 DC — з двигуном постійного струму (direct current).
- Solaris Trollino 12 AC — з двигуном змінного струму (Alternating current).
- Solaris Trollino 12M — з двигуном змінного струму і системою керування MEDCOM (Польща)
- Solaris Trollino 15 AC — з двигуном змінного струму (Alternating current).
- Ganz-Solaris Trollino 18 — з 1 двигуном та електрообладнанням від Ganz Transelectro.
- Solaris Trollino 18 AC — з двигуном змінного струму (Alternating current); це те ж саме, що і Solaris Trollino 18.

Окрім цих відмінностей, загалом Trollino між собою майже нічим не відрізняються.
Особливості та переваги лінійки Trollino:

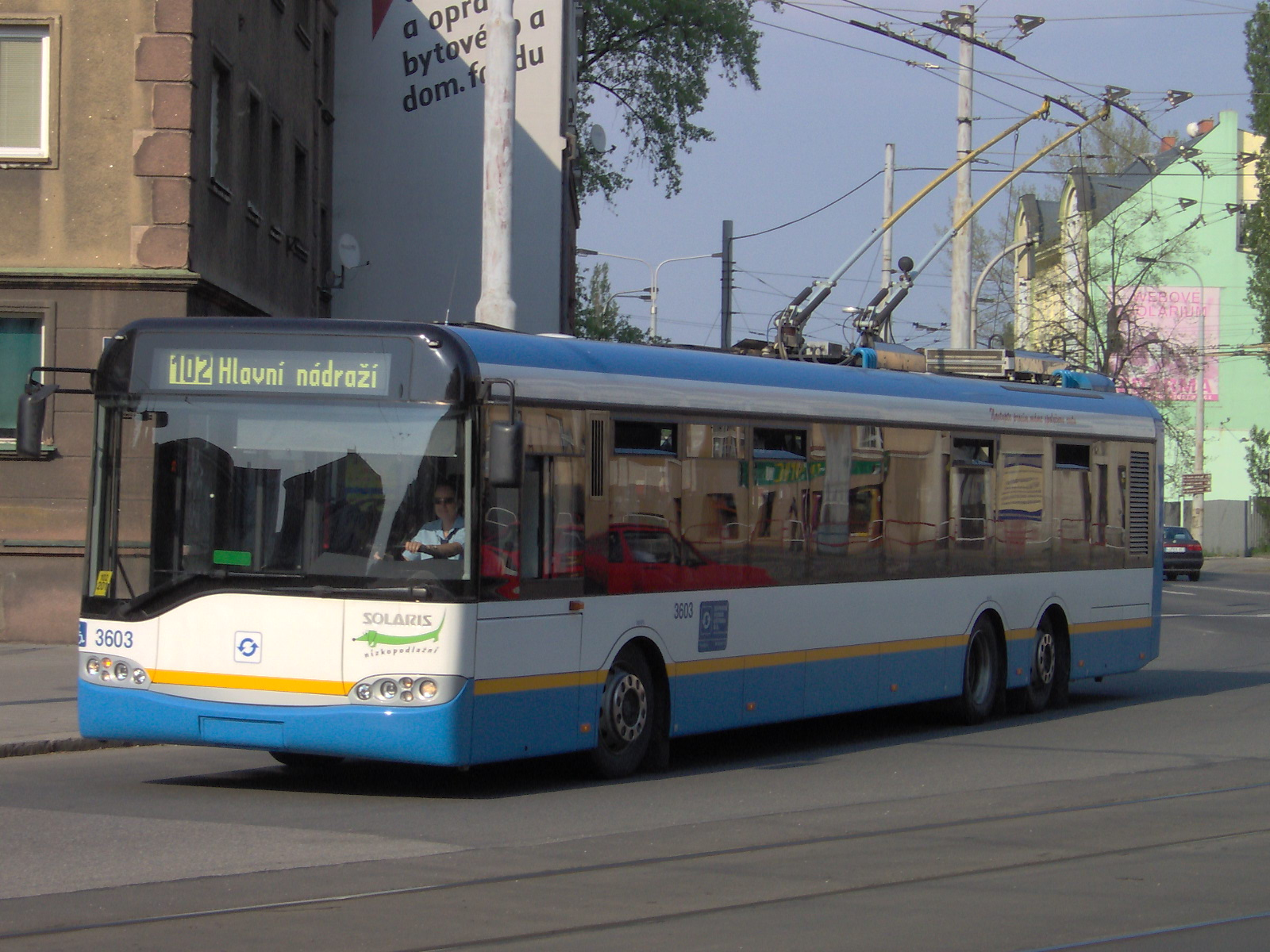
Solaris Trollino 15AC першого покоління у Остраві

- надійність та довговічність конструкції Trollino, з ресурсом кузова не менше 15—20 років;
- каркас Trollino виконується з високоміцної неіржавкої сталі марки 1.4003[40]
- боковини виконано з дюралюмінію, що не піддається корозії.
- сучасний, особливий та примітний дизайн;
- повністю екологічно-чистий вид транспорту;
- уніфікація з лінійкою Solaris Urbino;
- повністю низькопідлогові моделі Solaris Trollino;
- кнілінг кузова у базовій комплектації;
- можливість встановлення автоматичних струмоприймачів чеської фірми Lekov;
- застосування передових технологій у електрообладнанні та застосування системи керування тяговим електродвигуном на базі IGBT-транзисторів, що дозволяє економити до 40 відсотків електроенергії, віддаючи її назад у контактну мережу (рекуперація), що дозволяє зменшити поглинання електроенергії на 40—50%;
- застосування багатьох якісних та перевірених європейських компонентів;
- можливість руху поза контактною мережею за допомогою засобів автономного ходу;
- сучасний та комфортний для пасажирів пасажирський салон;
- присутність кондиціонерів у салоні у більшості нових тролейбусів (у нового покоління наявні усі);
- можливість перевезення пасажирів у інвалідних візках, а також дітей у дитячих візках;
- сучасне та примітне місце водія з можливістю встановлення суцільної, або неповної водійської перегородки;
- широкий вибір встановлення додаткового обладнання, наприклад, пропонуються аудіо- та відео-система.
- система автоматичної централізованої змазки Lincoln або Vogel;
- різноманітна змінна комплектація та широкий вибір додаткових опцій (кондиціонер, аудіо і відео-система, автоінформатор)

Коротка технічна характеристика
Детальніші технічні характеристики можна знайти у статтях про тролейбуси
| Назва                                   | Solaris Trollino 12 | Solaris Trollino 15 | Solaris Trollino 18 |
| Фото                                    | | | |
| Довжина, мм                             | 12000 | 14590 | 18000 |
| Ширина, мм                              | 2550 | 2550 | 2550 |
| Висота, мм                              | 2850—3490 | 2850—3490 | 2850—3490 |
| Колісна база, мм                        | 5900 | 6800+1590 | 5130/6770 |
| Передній/задній звис, мм                | 2700/3400 | 2700/3400 | 2700/3400 |
| Споряджена маса, кг                     | 11440 | 12700—15500 | 15500—18500 |
| Повна маса, кг                          | 18000 | 24000 | 28000 |
| Кількість дверей                        | 2 або 3 | 3 | 3 або 4 |
| Повністю низькопідлоговий               | | | |
|                                         | | | |
| Сидячих місць, шт                       | 25—34 | 36—47 | 41—49 |
| Повна місткість, чол                    | бл.90—110 | бл.130—150 | бл.160—170 |
| Двигун                                  | 1) постійного струму ELMOR DK210 A35/21 DC (110 kw) 2) змінного струму Pragoimex TAM 1009C (175 kw) 3) змінного струму EMIT STDa280-6B (175 kw) 4)змінного струму Škoda 4ML3444 K/4 (160 kw) 5) Ganz TTE (165 kw)                         | 1) Pragoimex TAM 1009C (175 kw) 2) Pragoimex TAM 1050C6 3) Emit STDa 280-6B/175 (175 kw) 4) Škoda 33ML3550 K/4 (240 kw) усі змінного струму | 1) 1шт Pragoimex (250 kw) 2) 1шт Škoda 33ML3550 K/4 (240kw) 3) 2шт Pragoimex TAM 1009C (175×2 kw) 4) 2шт (Škoda 4ML3444 K/4 (160×2 kw) 5) GANZ AT1 25x38/4 3~AC (165 kw) |
| СУ тяговим двигуном IGBT-транзисторна   | 1) Ganz Transelectro (Угорщина, Будапешт) 2) Cegelec «TV Europulse» (для двигунів змінного струму) «TV Progress» (для двигунів постійного струму) (Чехія, Прага) 3) MEDCOM ANT 175—600 (Польща) 4) Skoda Bluedrive (Skoda Holding, Чехія) | 1) Cegelec «TV Europulse» (Чехія, Прага) 2) MEDCOM ANT 175—600 (Польща) 3) Skoda Bluedrive (Skoda Holding, Чехія)                           | 1) Cegelec «TV Europulse» (Cegelec) 2) Skoda Bluedrive 3) Ganz Transelectro                                                                                              |
| Максимальна швидкість, не менше, км/год | 65—80 | 75 | 60—70 |

На базі Solaris Trollino Mk3 (3 покоління) випускаються тролейбуси Skoda Solaris від Skoda Electric a.s. Вони використовують той самий кузов. У цих тролейбусів є можливість встановлення дизель-генератора для автономного ходу поза контактною мережею, як і на нових Solaris Trollino. Вони також випускаються у 3 варіантах:
- Skoda 26Tr Solaris на базі Solaris Trollino 12
- Skoda 27Tr Solaris на базі Solaris Trollino 18
- Skoda 28Tr Solaris на базі Solaris Trollino 15

| Назва                                   | Skoda 26Tr Solaris                   | Skoda 27Tr Solaris                   | Skoda 28Tr Solaris                   |
| Фото                                    |                                      | Replace this image male trolleybus   |                                      |
| Довжина, мм                             | 12000                                | 18000                                | 14590                                |
| Ширина, мм                              | 2550                                 | 2550                                 | 2550                                 |
| Висота, мм                              | 2850—3490                            | 2850—3490                            | 2850—3490                            |
| Колісна база, мм                        | 5900                                 | 5130/6770                            | 6800+1590                            |
| Передній/задній звис, мм                | 2700/3400                            | 2700/3400                            | 2700/3400                            |
| Споряджена маса, кг                     | 11440                                | 15500—18500                          | 12700—15500                          |
| Повна маса, кг                          | 18000                                | 28000                                | 24000                                |
| Кількість дверей                        | 3                                    | 3                                    | 3 або 4                              |
| Повністю низькопідлоговий               |                                      |                                      |                                      |
|                                         |                                      |                                      |                                      |
| Сидячих місць, шт                       | 34                                   | 43                                   | 41—49                                |
| Повна місткість, чол                    | бл.105                               | бл.130—150                           | бл.160—170                           |
| Двигун                                  | Škoda 4ML3444 K/4 (160 kw)           | ?                                    | Škoda 33ML3550 K/4 (240 kw)          |
| СУ тяговим двигуном                     | IGBT-транзисторна Skoda Electric a.s | IGBT-транзисторна Skoda Electric a.s | IGBT-транзисторна Skoda Electric a.s |
| Максимальна швидкість, не менше, км/год | 65                                   | 65                                   | 65                                   |

### Приміські автобуси: Low Entry
Low Entry — серія автобусів для приміських або міжміських перевезень, випускаються з 2004 року. Випускаються у трьох варіантах: 8,9-метровий, 12-метровий і 15-метровий автобуси. Їх основною відмінністю від їх міських аналогів є низький рівень підлоги лише у передній частині салону, що дає можливість перевозити неповносправних пасажирів. У задній частині салону розміщується більша частина сидячих місць (їх може бути до 61 у Solaris Urbino 15LE). Задля додаткової зручності, автобуси обладнуються відкидними апарелями навпроти середніх дверей та системою нахилу кузова, коли автобус може присідати на праві півосі.
Low Entry має достатньо того, що є у міських Urbino: він розрахований на стоячих пасажирів (наявні поручні), може присідати та адаптований для перевезення інвалідів. Кабіна водія зроблена напіввідкритого типу (кабіни зовсім немає), і передні двері повністю віддано пасажирові. Кількість сидінь більша, аніж у міських Urbino, це пов'язано з призначенням автобуса. Також у салоні може встановлюватися кондиціонер. Цікавий факт, що Low Entry мають електронні рейсовказівники — від фірми Mobitec. Також автобуси Low Entry можуть працювати, як шкільні автобуси. Можливе і оснащення автобуса газобалонним двигуном (CNG) у 12 і 15-метрових версіях.
Коротка технічна характеристика:
| Назва                         | Solaris Alpino 8,9LE | Solaris Urbino 12LE                                                                                             | Solaris Urbino 15LE                          |
| Фото                          | | |                                              |
| Довжина, мм                   | 8950 | 12000 | 14590                                        |
| Ширина, мм                    | 2550 | 2400 | 2550                                         |
| Висота, мм                    | 2850—3035 | 3000—3200 | 3000—3200                                    |
| Колісна база, мм              | 4070 | 5900 | 6800+1690                                    |
| Передній/задній звис, мм      | 2080/2800 | 2700/3400 | 2700/3400                                    |
| Споряджена маса, кг           | 8400—10400 | 10800—13300 | 13300—16000                                  |
| Повна маса, кг                | 14500 | 18000 | 24000                                        |
| Кількість дверей              | 2 | 2 | 2 або 3                                      |
| Низькопідлоговий (наполовину) | | |                                              |
|                               | | |                                              |
| Сидячих місць, шт             | 27—29 | 31—47 | 46—61                                        |
| Повна місткість, чол          | | |                                              |
| Двигун                        | Cummins ISB6.7E5 250B (180.5 kW) Cummins ISB6.7E5 285B (209 kW) Cummins ISB6.7EV 250B (180.5 kW) Cummins ISB6.7EV 285B (209 kW) | DAF PR183 (188 kW) DAF PR228 (231 kW) DAF PR265 (266 kW) Cummins ISLG 320B (238kW) MAN CNG E2876 LUH 02 (228kW) | DAF PR265 (266 kW) Cummins ISL G320 (238 kW) |
| Коробка передач (АКПП)        | Voith Diwa 5 ZF 6 HP Ecomat 4 ZF Ecolife                                                                                        | Voith Diwa 5 ZF 6 HP Ecomat 4 ZF Ecolife                                                                        | Voith Diwa 5 ZF 6 HP Ecomat 4 ZF Ecolife     |

### Міжміські автобуси:InterUrbino

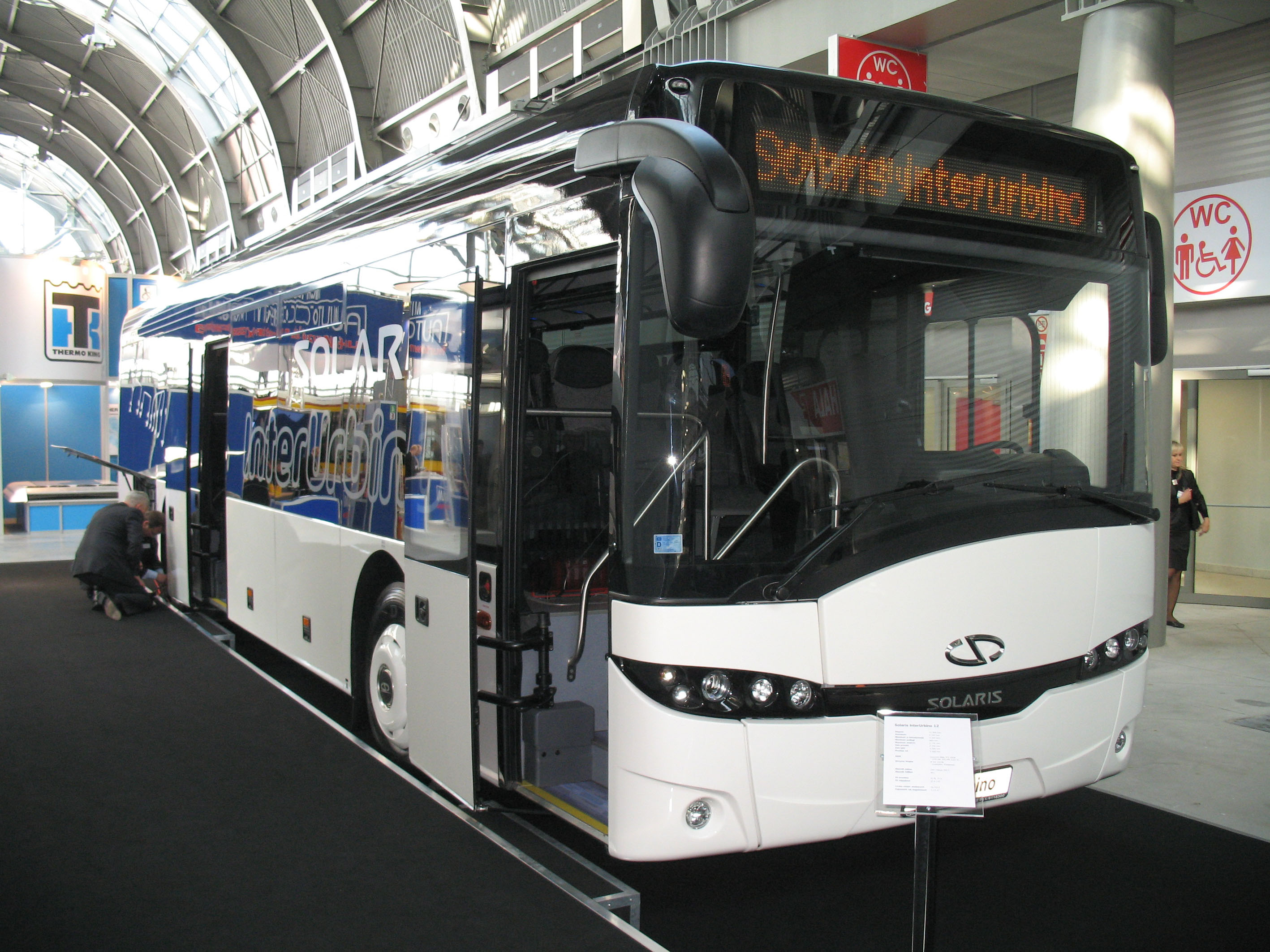
Solaris InterUrbino 12 на Transexpo 2010

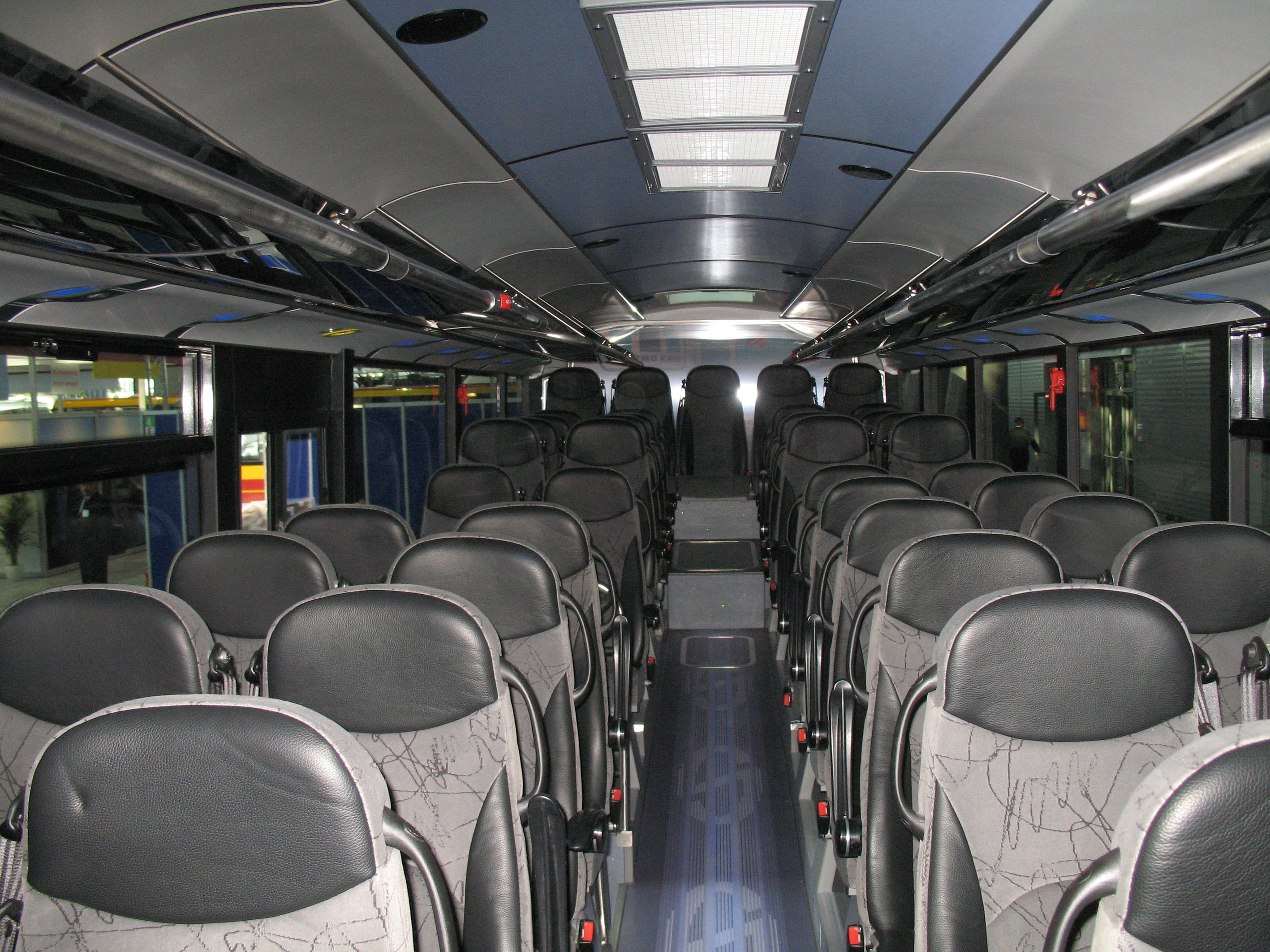
Салон InterUrbino 12

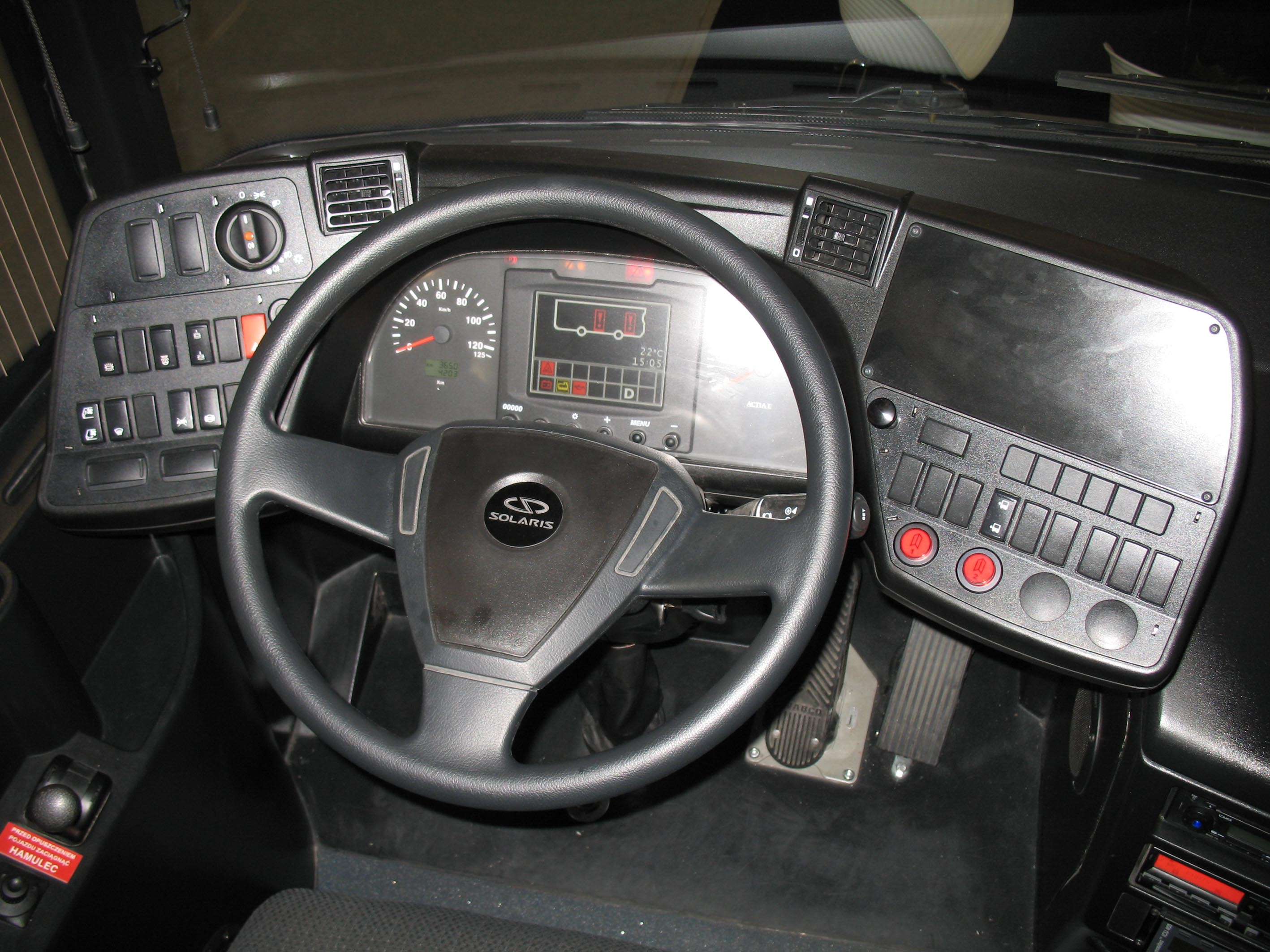
Панель приладів

InterUrbino 12 вперше з'явився на публіці у вересні 2009 на Transexpo 2009, з 2010 року готується його серійний випуск. Наразі у розробці 13-метровий автобус InterUrbino. Автобус може працювати як звичайний міжміський, або як шкільний автобус.
InterUrbino є сучасним високопідлоговим автобусом для міжміських перевезень, що цілком може вдовольняти вимоги пасажирів. Особливістю цього міжміського автобуса є досить великі багажні відсіки, вмонтовані у його боковинах; кузов автобуса виконано з нержавіючої сталі та дюралюмінію з повною антикорозійною обробкою. Довжина автобуса становить 11,95 метра, а висота — трохи більше трьох метрів, у автобуса можливе встановлення кондиціонера. Автобус має велике панорамне лобове скло та характерний десяток фар на своєму передку, для пасажирів зроблено дві безпечні (з системою протизатиску) двері притискного типу; цікавий факт, що і у цього автобуса також застосоване електронне табло-рейсовказівник фірми Mobitec. Салон виконано досить зручно з 53 м'якими та комфортабельними кріслами з відкидними міні-столиками, а над сидіннями розміщено панель, де пасажири можуть покласти свої речі. Непогане і місце водія, зроблене з комфортом для нього, з регульованим кріслом та зручною приладовою панеллю.
| Назва                       | Solaris InterUrbino 12                   |
| Довжина, мм                 | 11950                                    |
| Ширина, мм                  | 2550                                     |
| Висота, мм                  | 3300 (з кондиціонером)                   |
| Колісна база, мм            | 5900                                     |
| Передній/задній звис, мм    | 2700/3395                                |
| Споряджена маса, кг         |                                          |
| Повна маса, кг              | 18000                                    |
| Кількість дверей            | 2, притискного типу                      |
| Формула дверей              | 1—1                                      |
| Сидячих місць, шт           | 53 шт                                    |
| Повна місткість, чол        | 53 шт+водій                              |
| Висота салону, см           | 213                                      |
| Двигун                      | дизельний 4-тактний Cummins ISB6.7E5 300 |
| Потужність, кіловат         | 221                                      |
| Робочий об'єм, літри        | 6,7                                      |
| Кількість циліндрів, шт     | 6                                        |
| Макс. крутний момент, Н*м   | 1100                                     |
| Коробка передач             | ZF 6S1010BO механічна, 6 ступенева       |
| Об'єм багажних відсіків, м³ | 5,0                                      |

### Міжміські автобуси:Valletta
Solaris Valletta є 11-метровим автобусом, що випускається спеціально для Мальти (тому його назва — Valletta, що походить від назви столиці Мальти), також називається Solaris Urbino 11. Цей автобус призначено для міжміських перевезень і по класу він практично такий самий, як і Solaris InterUrbino 12. Valletta є малосерійним автобусом, і їх випущено поки що лише декілька штук. Автобус має тримальний кузов, що виконаний з неіржавкої сталі; довжина автобуса становить 10,95 метра, а висота — 2,95. Як і InterUrbino, він має багато схожих рис з міськими Солярисами, лише його дизайн трохи вирізняється, наприклад більші фари і їх 8, склоочисники паралелограмного типу на суцільному лобовому склі, відрізняється і місце водія. У Valletta є особливий символ з пташкою по імені Merill. Також має електронні рейсовказівники. У автобуса є дві двері притискного типу для пасажирів, у салоні розміщено 45 сидінь у 10 рядах справа і 8 зліва, пасажирські сидіння зроблено великими та комфортними; над ними розміщується панель, де пасажири можуть класти свої речі; у салоні також може встановлюватися кондиціонер.
З 2007 року випускається новий Solaris Valletta, у нього може бути присутній інший двигун.

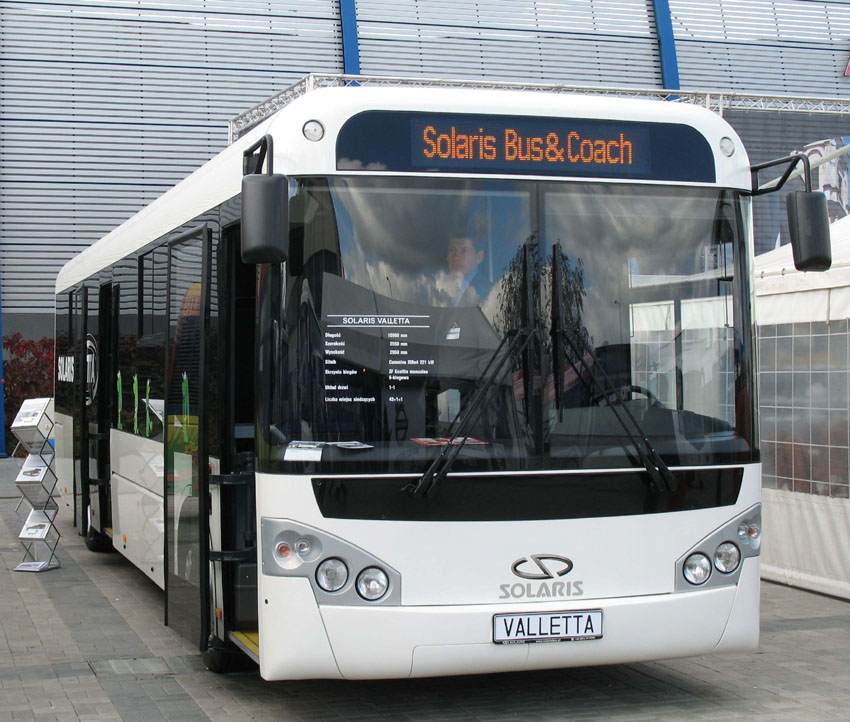
Solaris Valletta

| Назва                    | Solaris Valletta                        |
| Довжина, мм              | 10950                                   |
| Ширина, мм               | 2500                                    |
| Висота, мм               | 2950                                    |
| Колісна база, мм         |                                         |
| Передній/задній звис, мм |                                         |
| Споряджена маса, кг      |                                         |
| Повна маса, кг           |                                         |
| Кількість дверей         | 2, притискного типу                     |
| Формула дверей           | 1—1                                     |
| Сидячих місць, шт        | 45 шт                                   |
| Повна місткість, чол     | 45 шт+водій                             |
| Двигун                   | дизельний 4-тактний IVECO NEF F4AE0681B |
| Потужність, кіловат      | 176                                     |
| Коробка передач          | Voith 851.3                             |

### Туристичні автобуси: Vacanza

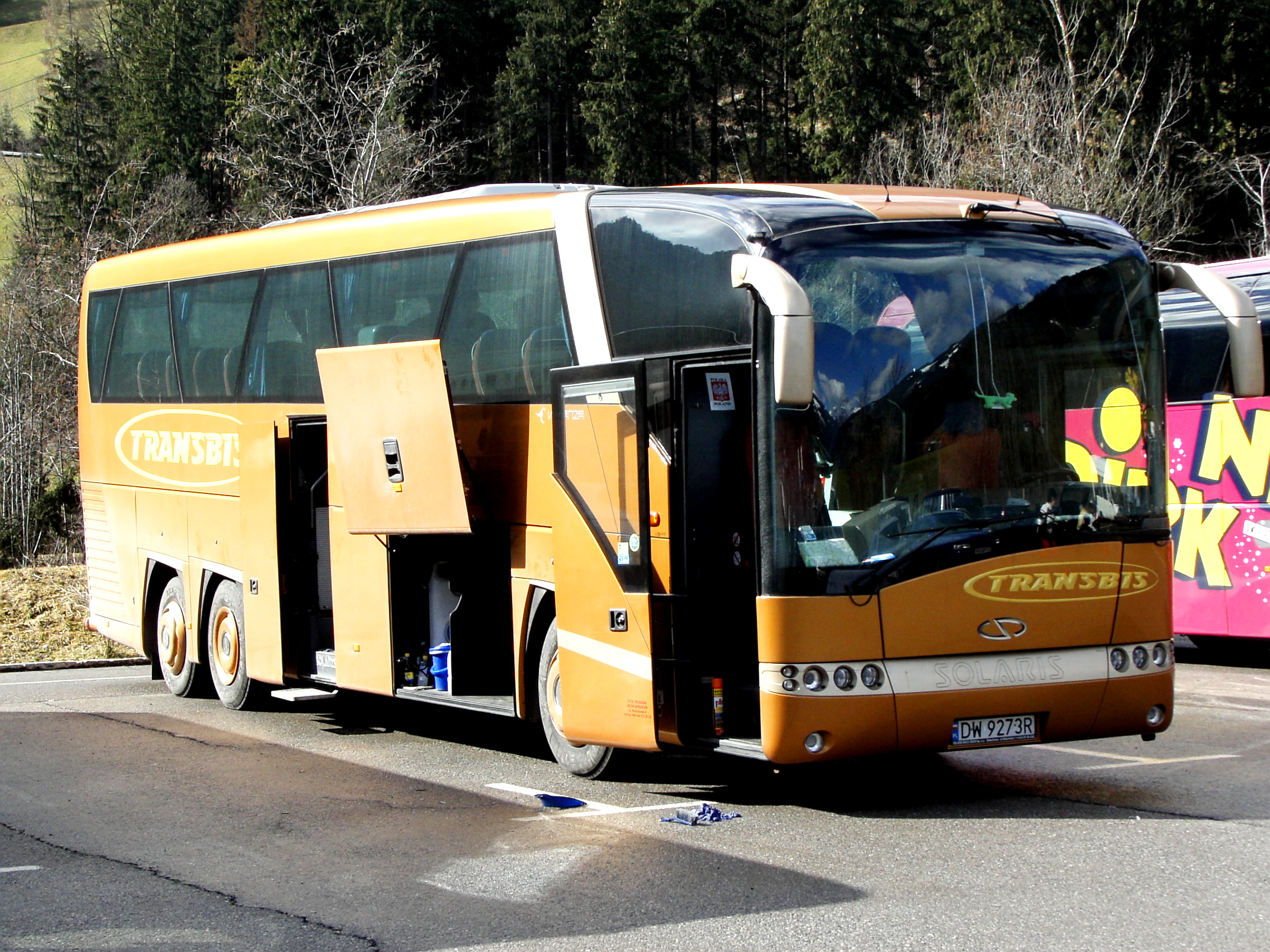
Solaris Vacanza 13

Vacanza випускаються у невеликих кількостях з 2001 року у двох варіантах: 12-метровий Vacanza 12 (двовісний) і 13-метровий Vacanza 13 3-вісний; випускаються у 2 поколіннях. Символ — коричнева кенгуру. Вони мають оригінальну «клинувату» форму кузова, кузов тримальний, вагонного компонування, і зроблений з неіржавкої сталі. Автобус обладнано панорамним лобовим склом і великими багажними відсіками. На цьому автобусі застосовуються компоненти європейських фірм: ZF — мости, Voith/ZF — коробка передач, DAF — двигун, що традиційно розміщено на задньому звисі, і він відповідає екологічним нормам Euro-3.
Автобус має 2 двері притискного типу з можливим влаштуванням замків на них, має комфортабельний салон з 49—53 сидіннями, що регулюються за бажанням пасажирів, обладнується аудіо- і відеосистемою), туалетом, GPS та усім іншим, що личить сучасному туристичному лайнерові.
Також можливе виконання автобуса у офісному варіанті (нетиповому для звичайних туристичних, наприклад, зі столами, кухнею та іншим). Можливе і переобладнання автобуса під пересувний центр для збору крові (це і є переобладнаний Vacanza) з холодильними камерами, кріслами та медичною апаратурою усередині. Інші плюси:
- сучасний дизайн;
- аудіо- і відео-система;
- високий ресурс кузова і ходових частин;
- мінікухня (опція);
- просторий туалет;
- облаштування спального місця водія;
- можливість встановлення GPS-навігатора;
- регульовані крісла;
- тоновані склопакети;
- кондиціонер (наявний у базовій комплектації);
- можливість переобладнання автобуса у спеціальний.

Технічна характеристика Vacanza 12:
| Назва                                   | Solaris Vacanza 12                            |
| Довжина, мм                             | 12000                                         |
| Ширина, мм                              | 2550                                          |
| Висота, мм                              | 3830                                          |
| Колісна база, мм                        | 6050                                          |
| Передній/задній звис, мм                |                                               |
| Споряджена маса, кг                     | 11000—13000                                   |
| Повна маса, кг                          | 18000                                         |
| Кількість дверей                        | 2, притискного типу                           |
| Формула дверей                          | 1—1                                           |
| Сидячих місць, шт                       | 44—49+1+1 шт                                  |
| Повна місткість, чол                    | 44—51                                         |
| Двигун                                  | дизельний DAF XE 315C (2 покоління) F4AE0681B |
| Потужність, кіловат                     | 315                                           |
| Відповідність екологічним нормам        | Euro-3                                        |
| Макс. крутний момент, Н×м               | 1950                                          |
| Коробка передач                         | ZF 8S180 механічна                            |
| Максимальна швидкість, км/год, не менше | 120                                           |

Технічна характеристика Vacanza 13:
| Назва                                   | Solaris Vacanza 13              |
| Довжина, мм                             | 12990                           |
| Ширина, мм                              | 2550                            |
| Висота, мм                              | 3830                            |
| Колісна база, мм                        | 6180                            |
| Передній/задній звис, мм                |                                 |
| Споряджена маса, кг                     |                                 |
| Повна маса, кг                          |                                 |
| Кількість дверей                        | 2, притискного типу             |
| Формула дверей                          | 1—1                             |
| Сидячих місць, шт                       | 48—53+1+1 шт                    |
| Повна місткість, чол                    | 48—53+1+1 шт                    |
| Двигун                                  | дизельний DAF XE 315C F4AE0681B |
| Потужність, кіловат                     | 315                             |
| Відповідність екологічним нормам        | Euro-3                          |
| Макс. крутний момент, Н×м               | 1950                            |
| Коробка передач                         | ZF 8S180 механічна              |
| Максимальна швидкість, км/год, не менше | 120                             |

### Трамваї Tramino

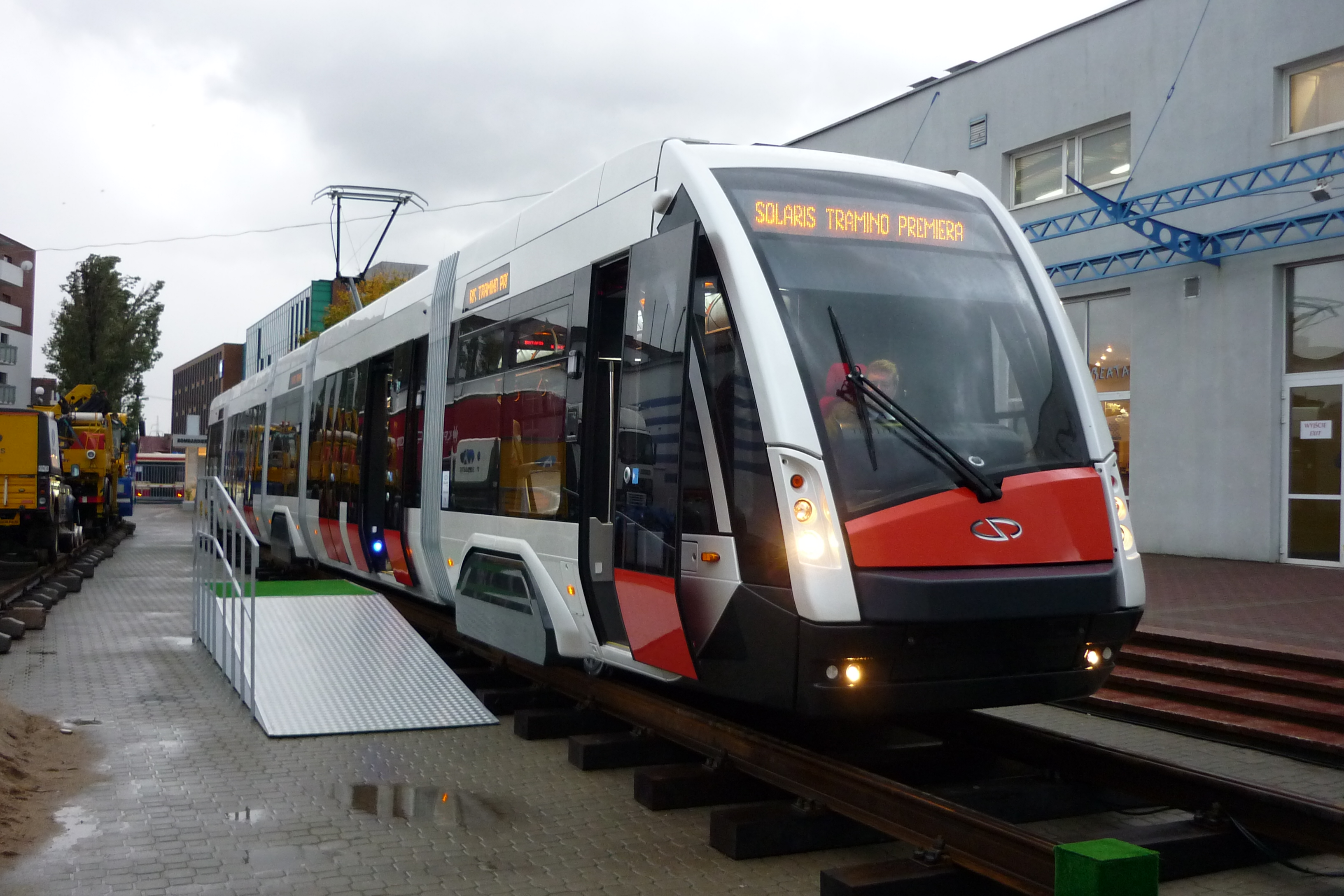
Solaris Tramino

Перші прототипи виготовлено у 2009 році, а серійний випуск планується з 2011. Повністю низькопідлоговий трамвай з кузовом виготовленим з нержавіючої сталі, а його ресурс — не менше 30 років.
Довжина трамвая становить 31,7 метра, і він складається з 5 модулів; повністю низькопідлогова машина, розрахована на 61 сидячого та понад 140 стоячих пасажирів. Обладнується 4 електродвигунами змінного струму та системою керування ними на базі IGBT-транзисторів.

### Спеціальніавтобуси
- Solaris Blood-Collection Unit — пересувний центр забору крові на базі Solaris Vacanza. Може також обладнуватися, як машина швидкої допомоги.
- Solaris Airport Bus — автобуси базовані на Solaris Urbino 10,12 i 15, за характеристиками аналогічні їм.
- Solaris Oribus — салон краси на колесах. Декілька таких виготовлялися для Oriflame. Базований на Neoplan Transliner.